# Роберт Гернхарт
Роберт Гернхарт (на немски: Robert Gernhardt) с цяло име Роберт Йохан Артур Гернхарт, е германски писател и художник, автор на стихотворения, романи, разкази, есета и пътеписи.

## Биография
Роберт Гернхарт е роден през 1937 г. в Ревал, Естония като син на съдия и химичка. Семейството му спада към малцинството на балтийските немци и през 1939 г. трябва да се пресели в Позен.
През 1945 г. бащата пада на фронта. След края на войната майката бяга с тримата си сина през Тюрингия в Бисендорф. През 1946 г. семейството отива в Гьотинген.
След като завършва гимназиалното си образование през 1956 г., Гернхарт следва живопис в Държавната академия за изобразително изкуство в Щутгарт и Академията на изкуствата в Берлин, а също германистика в Свободен университет Берлин.
След 1964 г. живее във Франкфурт на Майн като художник, илюстратор, карикатурист и писател на свободна практика.
Умира на 30 юни 2006 г. от рак на дебелото черво. Погребан е във Франкфурт на Майн.
През 2008 г. Провинциалната банка Хесен-Тюрингия учредява в памет на писателя литературната награда „Роберт Гернхарт“, която се присъжда ежегодно на двама хесенски писатели, за да ги подкрепи с по 12 000 € при осъществяването на значим литературен проект.